# پرویز طاهری
پرویز طاهری (زادهٔ ۱۳۳۱) خواننده و آهنگساز موسیقی پاپ اهل ایران است.

## زندگی هنری
پرویز طاهری، سال ۱۳۳۱ در آبادان متولد شد. در سال ۱۳۴۷، هنگامی که ۱۶ سال داشت، به عنوان خواننده همکاری خود را با وزارت فرهنگ و هنر در شهر بندرعباس آغاز کرد. او اهل آبادان است اما بواسطه شغل پدر به بندرعباس مهاجرت کرده بود. او اولین درس‌های خوانندگی را از «ایوب دژاکام» گرفت. بین سال‌های ۱۳۴۸ تا ۱۳۵۰ همزمان با افتتاح تلویزیون بندرعباس، همکاری خود را با آن رسانه شروع کرد. پس از مدتی با پخش برنامه‌ای با عنوان «چشمک» با اجرای فایقه آتشین (گوگوش) به تهران آمد. این برنامه به دنبال جذب استعدادهای خوانندگی بود. او و ۱۲ نفر دیگر از بین حدود ۲۰۰۰ متقاضی انتخاب شدند. فائقه آتشین، سیاوش قمیشی، آندرانیک، حسن شماعی‌زاده و فرشید رمزی داوران این برنامه بودند. در نهایت در سال ۱۳۵۵ این برنامه منجر به تولید و تهیه برنامه «استودیو ۱۱» به تهیه‌کنندگی «فرشید رمزی»، با هدف معرفی چهره‌ها و سبک‌های جدید خوانندگی شد. او پس از انقلاب ایران مدتی در بازار به شغل خیاطی پرداخت. وی در سال ۶۲ به اداره رادیو مراجعه کرد و پس از گزینش از بین متقاضیان، تعداد شش نفر مداح و شش نفر خواننده انتخاب شدند. استاد آن‌ها در آن زمان محمدرضا شجریان بود و پرویز طاهری به مدت ۲ سال از کلاس ایشان بهره برد. او اولین ترانه پس از انقلاب خود را به نام «عشق به سامان آمد» در سال ۱۳۶۳ اجرا کرد. وی اولین خواننده پس از انقلاب بود که تصویرش از شبکه ۲ به عنوان خواننده پخش شد. او در دهه ۷۰ تا سال‌های ۱۳۸۴ و ۱۳۸۵ از خوانندگان پرکار در صدا و سیما محسوب می‌شد.

## آثار هنری
پرویز طاهری بیش از ۲۰۰ ترانه اجرا کرده‌است که برخی از آنان عبارتند از :
- «قاصدک» با آهنگ سازی سیاوش قمیشی، ترانه ای از سعید دبیری، تنظیم «واروژان» و تنظیم مجدد «شهراد امیدوار»[۴]
- «عشق به سامان آمد» با ترانه‌ای از ذکریا خلق و آهنگسازی مهیار فیروزبخت[۵]
- «کرانه هجرت» با ترانه‌ای از عباس کی‌منش و آهنگسازی مهیار فیروزبخت[۶]
- «مادر» با ترانه‌ای از جهانبخش مهموری و آهنگسازی مراد بخشی[۷]
- «بوسه بر دست محبت می‌زنم»[۸]
- ترانه‌های برنامه پرواز ۵۷[۹]
- «تا تو برگردی» با ترانه‌ای از بامداد جویباری بر اساس ملودی قدیمی، با آهنگسازی علی درخشان (محمدعلی حیدرنیا) و تنظیم «کورش حیدرنیا»[۱۰]
- «آفتاب نوبهار» (آفتاب بهاران) با «شعر حسن عسگری» و آهنگسازی فرید شب‌خیز (خوانندگی مشترک با بیژن خاوری و حسن همایونفال)[۱۱]
- «ترانه‌های بهاری» با ترانه‌ای از بهروز چتر‌نور و آهنگسازی علی درخشان[۱۲]
- «کمال حسن» با شعری از سعدی و آهنگسازی علی درخشان[۱۳]
- «بیا شکوفه کنیم» با آهنگسازی علی درخشان[۱۴]
- «باران ظفر» با ترانه‌ای از مشفق کاشانی و آهنگسازی علی درخشان[۱۵]
- «بی جمال تو» با آهنگسازی علی درخشان[۱۶]
- «گل زیبا» با ترانه‌ای از حسن عسگری و آهنگسازی محمدمهدی گورنگی[۱۷]
- «کوچ سرخ» با ترانه‌ای از مصطفی محدثی خراسانی و آهنگسازی محمدمهدی گورنگی[۱۸]
- «لاله در خون» با ترانه‌ای از مهدی سهیلی و آهنگسازی محمدمهدی گورنگی[۱۹]
- «ابر عاطفه» با ترانه‌ای از سعید نوری و آهنگسازی محمدمهدی گورنگی[۲۰]
- «بابا» با ترانه‌ای از اسماعیل فرزانه و آهنگسازی محمدمهدی گورنگی[۲۱]
- «منظومهٔ راز» با آهنگسازی محمدمهدی گورنگی[۲۲]
- «چشمهٔ خورشید» با آهنگسازی محمدمهدی گورنگی[۲۳]
- «لحظه موعود» با ترانه‌ای از اقدس گودرزی و آهنگسازی امیرمحمد رضایی[۲۴]
- «نیستان» با ترانه‌ای از مشفق کاشانی و آهنگسازی فرید صدیقی (خوانندگی مشترک با امید صدیقی و عباس بهادری)[۲۵]
- «آفتاب مهربانی» با آهنگسازی فرید شب خیز (خوانندگی مشترک با بیژن خاوری و کیا باقری)
- «مهربانی» با ترانه‌ای از سهیل محمودی و آهنگسازی فرید شب خیز[۲۶]
- «مثل طوفان» با ترانه‌ای از اسماعیل فرزانه و آهنگسازی جعفر زعیمی نیکو[۲۷]
- «راه شرق» با آهنگسازی جعفر زعیمی نیکو[۲۸]
- «پیک بهار» با ترانه‌ای از ساعد باقری و آهنگسازی سعید محمدی مطلق[۲۹]
- «پیوند شقایق‌ها» با ترانه‌ای از طهمورث پور‌شیر‌محمد و آهنگسازی احمدعلی راغب[۳۰]
- «چراغ گل» با ترانه‌ای از ساعد باقری و آهنگسازی احمدعلی راغب[۳۱]
- «بلال عشق» با ترانه‌ای از عباس کی‌منش و آهنگسازی احمدعلی راغب[۳۲]
- «شور بلبل» با ترانه‌ای از محمود شاهرخی و آهنگسازی احمدعلی راغب[۳۳]
- «درس محبت» با ترانه‌ای از محمود شاهرخی و آهنگسازی احمدعلی راغب[۳۴]
- «چشم به راه» با ترانه‌ای از عباس سجادی و آهنگسازی کوروش حیدرنیا[۳۵]
- «از آبی کرانه» با آهنگسازی کوروش حیدرنیا[۳۶]
- «آینه‌های بهاری» با ترانه‌ای از حسن عسگری و آهنگسازی علی رئیس‌فرشید[۳۷]
- «آماده شو ای بهار» با شعری از قاآنی شیرازی و آهنگسازی علی رئیس‌فرشید[۳۸]
- «آغلاما» با ترانه‌ای از محمود دست‌پیش و آهنگسازی پرویز طاهری[۳۹]
- «صد آیه نور» با ترانه‌ای از اسماعیل فرزانه و آهنگسازی سعید محمدی مطلق[۴۰]
- «بهار گتیرمیسن» با ترانه‌ای از آیدین تبریزلی و آهنگسازی باقر ساورائی[۴۱]
- «مادر» با ترانه‌ای از محسن حکیم معانی و آهنگسازی امیر جاویدان[۴۲]